# Camilla Thorsen
Camilla Nordberg Thorsen (* 30. Dezember 1975) ist eine ehemalige norwegische Handballspielerin, die für die norwegische Nationalmannschaft auflief.

## Karriere

### Im Verein
Thorsen begann das Handballspielen im Alter von fünf Jahren bei Bergkammeraterne. Anschließend lief die Außenspielerin für die norwegischen Vereine Gjerpen IF, Tertnes IL sowie Nordnes IL auf. Zwischen 2000 und 2005 stand sie beim dänischen Erstligisten Viborg HK unter Vertrag. Mit Viborg gewann sie 2001, 2002 und 2004 die dänische Meisterschaft, 2003 den dänischen Pokal und 2004 den EHF-Pokal. Weiterhin stand sie in der Saison 2000/01 im Finale des EHF Champions League. Im Sommer 2005 wechselte sie zum deutschen Bundesligisten HC Leipzig. Mit Leipzig gewann sie 2006 sowohl die deutsche Meisterschaft als auch den DHB-Pokal. Anschließend schloss sich Thorsen dem dänischen Erstligisten Ikast-Bording Elite Håndbold an. Nach der Saison 2007/08 beendete sie ihre Karriere. Daraufhin schloss sich Thorsen dem norwegischen Drittligisten Skrim Kongsberg an, für den sie bis 2013 aktiv war.

### In Auswahlmannschaften
Thorsen bestritt 19 Länderspiele für die norwegische Juniorinnennationalmannschaft, mit der sie bei der U-20-Weltmeisterschaft 1995 die Bronzemedaille gewann. Thorsen lief in den Jahren 1995 und 2007 insgesamt 61 Mal für die norwegische A-Nationalmannschaft auf. Mit der norwegischen Auswahl gewann sie bei der Europameisterschaft 2004 die Goldmedaille.